# Robert Tinkler (Seeoffizier)
Robert Tinkler (* 1775 in Wells-next-the-Sea; † 1820 in Norwich) war ein britischer Seeoffizier und von 1787 bis 1789 das jüngste Besatzungsmitglied des durch die Meuterei bekannt gewordenen Segelschiffs Bounty.

## Leben
Tinkler schrieb sich am 7. September 1787 in Deptford als Vollmatrose (Able Seaman) im Alter von 17 Jahren und aus Wells-next-the-Sea in Norfolk stammend in die Musterungsrolle der HMS Bounty ein. Die Altersangabe ist offensichtlich falsch, da das Register der Pfarrkirche St. Nicholas von Wells-next-the-Sea seine Taufe am 31. März 1775 als Sohn von Mary und William Tinkler verzeichnet. Er ist durch die Protektion seines Schwagers John Fryer auf die Bounty gekommen, der ihr Steuermann war. Mit tatsächlich 12 Jahren war er das jüngste Besatzungsmitglied und übernahm die Funktion des Kabinenjungen (Boy) des Kommandanten Lt. William Bligh. Er erhielt eine Hängematte in der Koje mittschiffs an der Steuerbordseite, weshalb er irrtümlich oft auch als Fähnrich (Midshipman) bezeichnet wird, wie bei James Morrison, doch war er für die Anforderungen an einen Offiziersanwärter noch zu jung. Die Mission der Bounty, die Brotfrucht von Tahiti nach Jamaika zu transportieren, begann am 23. Dezember 1787.
Bis unmittelbar zur Meuterei tritt Tinkler in den überlieferten Aufzeichnungen, Erzählungen und Aussagen zu dieser Fahrt namentlich nicht in Erscheinung. In der Nacht vor der Meuterei entdeckte er auf der Suche nach seinem Hut eine gebratene Schweinehälfte, versteckt nah bei seiner Hängematte und eingewickelt in der schmutzigen Wäsche von Fletcher Christian. Wie sich später herausstellen sollte, gehörte das Schwein zu dem Proviant, den sich Christian für seine letztlich verhinderte Desertierung vorbereitet hatte. Während der Meuterei in den Morgenstunden des 28. April 1789 wollte der Meuterer Charles Churchill den Jungen nicht in die Barkasse umsteigen lassen, da er ihn als seinen Diener an Bord behalten wollte. Aber Fryer protestierte dagegen bei Christian, auf dessen Weisung Tinkler doch umsteigen konnte.
Mit Bligh und siebzehn weiteren Seemännern wurde Tinkler ausgesetzt. Bei der Anlandung an Tofua am folgenden Tag schwamm er mit George Simpson durch die Brandung an Land um die Barkasse dort zu vertäuen. Sie waren damit die ersten Europäer, welche diese Insel betraten. Ab dem 3. Mai begann die Gruppe die fast eineinhalb Monate dauernde Fahrt nach Kupang. Dort am 14. Juni angekommen soll Tinkler am 7. Juli eine Auseinandersetzung mit William Cole gehabt haben, in der Fryer seinen jungen Schwager aufgefordert haben soll, den Bootsmann mit einem Messer niederzustechen. Diese Begebenheit wird einzig von Bligh berichtet, der zu dieser Zeit mit Fryer längst zerstritten war. Mit seinem Schwager und dem Zimmermann William Purcell trat er am 2. Januar 1790 auf dem Schiff Dordwijk (VOC) von Batavia die Heimreise an. Nach einem mehrwöchigen Zwischenhalt in der Tafelbucht, erreichten sie am 22. September 1790 das holländische Goeree.
Weder im Prozess gegen Purcell 1790, noch gegen die der Meuterei angeklagten Bounty-Seemänner 1792 wurde Tinkler als Zeuge geladen. Er setzte seine maritime Karriere fort und war 1801 an der Seeschlacht von Kopenhagen mittlerweile im Rang eines Leutnants auf der HMS Isis beteiligt. Weitere Daten über seinen Werdegang liegen nicht vor.
Wahrscheinlich war Tinkler jener namentlich nicht genannte Leutnant der Marine, der mit Bligh über das Meer driftete und um das Jahr ’22 gestorben war, dem der junge George Borrow in dessen Heimatstadt Norwich begegnet ist. Von ihm hatte der spätere Schriftsteller einige Anekdoten über die Meuterei auf der Bounty erzählt bekommen, besonders über den Streit Blighs mit dem Zimmermann William Purcell auf Restoration Island (Ma’alpiku-Island-Nationalpark). Auch hatte der Leutnant behauptet, dass der Fähnrich Edward Young einer der Rädelsführer neben Fletcher Christian gewesen sei.
Tinkler wurde am 10. August 1820 auf dem Friedhof der St Margaret’s Church in Norwich bestattet.

## Erlebnisberichte
- Bligh, William, A voyage to the South sea, undertaken by command of His Majesty, for the purpose of conveying the bread-fruit tree to the West Indies, in His Majesty’s ship the Bounty, commanded by Lieutenant William Bligh. London 1792.
- Morrison, James, Mutiny and Aftermath: James Morrison’s Account of the Mutiny on the Bounty and the Island of Tahiti. Hrsg. von Vanessa Smith, Nicholas Thomas. University of Hawaiʻi Press 2013.

## Einzelnachweis
1. ↑  Vgl. George Borrow, The Romany Rye; a sequel to “Lavengro”. London 1857, S. 331–332.

## Weblink
- whalesite.org

| Personendaten    | Personendaten      |
| ---------------- | ------------------ |
| NAME             | Tinkler, Robert    |
| KURZBESCHREIBUNG | britischer Seemann |
| GEBURTSDATUM     | 1775               |
| GEBURTSORT       | Wells-next-the-Sea |
| STERBEDATUM      | 1820               |
| STERBEORT        | Norwich            |